# Rudin (film)
Rudin (Рудин) è un film del 1977 diretto da Konstantin Naumovič Voinov.

## Trama
La ricca proprietaria Dar'ja Michajlovna Lasunskaya organizza un salone in cui le persone aspettano un barone e filosofo colto, ma invece arriva Dmitrij Rudin, che consegna un articolo su richiesta del barone. La gente riceve calorosamente Rudin. Anche a Dar'ja piace. Trascorre due mesi in casa, ma il problema è che nonostante la sua intelligenza è una persona molto fredda